# Daytime Emmy Award voor beste mannelijke hoofdrol in een dramaserie
De Daytime Emmy Award voor beste mannelijke hoofdrol in een dramaserie (Engels: Daytime Emmy Award for Outstanding Lead Actor in a Drama Series) is een televisieprijs die sinds 1974 elk jaar wordt uitgereikt door de NATAS en ATAS. De prijs is voor een acteur die een buitengewone acteerprestatie geleverd heeft in een hoofdrol van een soapserie die overdag uitgezonden wordt.
De eerste ceremonie werd gehouden in 1974 en werd gewonnen door Macdonald Carey voor zijn vertolking van Tom Horton in Days of Our Lives. Aanvankelijk was de prijs voor zowel hoofdrol- als bijrolspelers. Nadat in 1979 de categorie beste mannelijke bijrol toegevoegd werd was deze prijs enkel nog voor acteurs met een hoofdrol. In 1985 werd er ook een categorie toegevoegd voor beste jongere waarvoor acteurs jonger dan 26 in aanmerking kwamen. Met acht overwinningen is Anthony Geary recordhouder voor zijn rol als Luke Spencer in General Hospital. 

## Erelijst

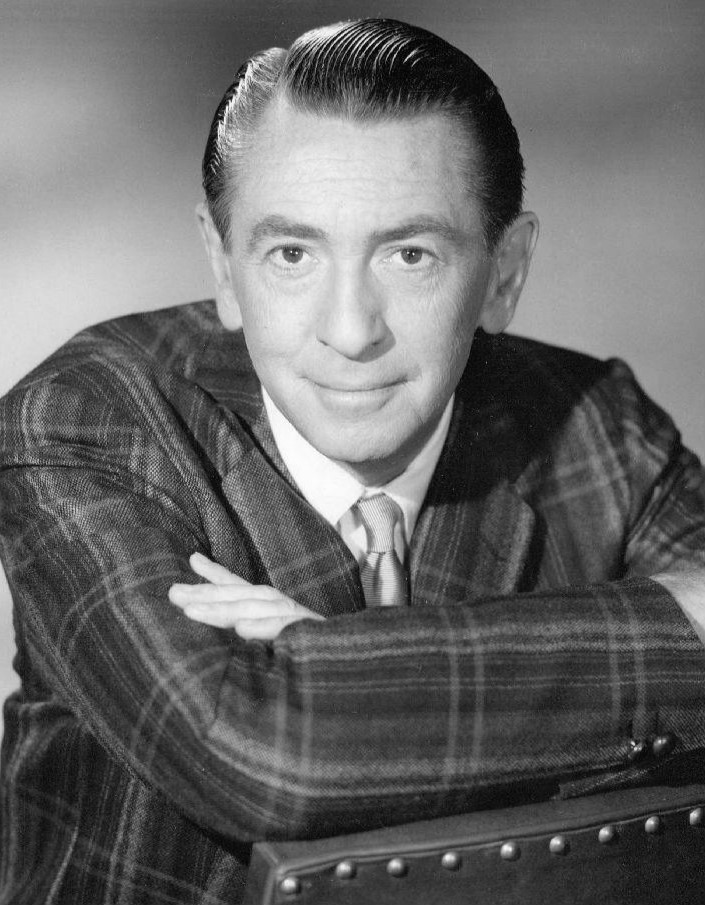
Macdonald Carey won twee van zijn drie nominaties voor zijn rol van Tom Horton in Days of Our Lives.

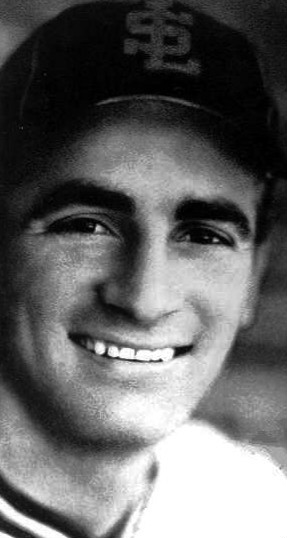
John Beradino werd drie keer genomineerd voor zijn rol van Steve Hardy in General Hospital.

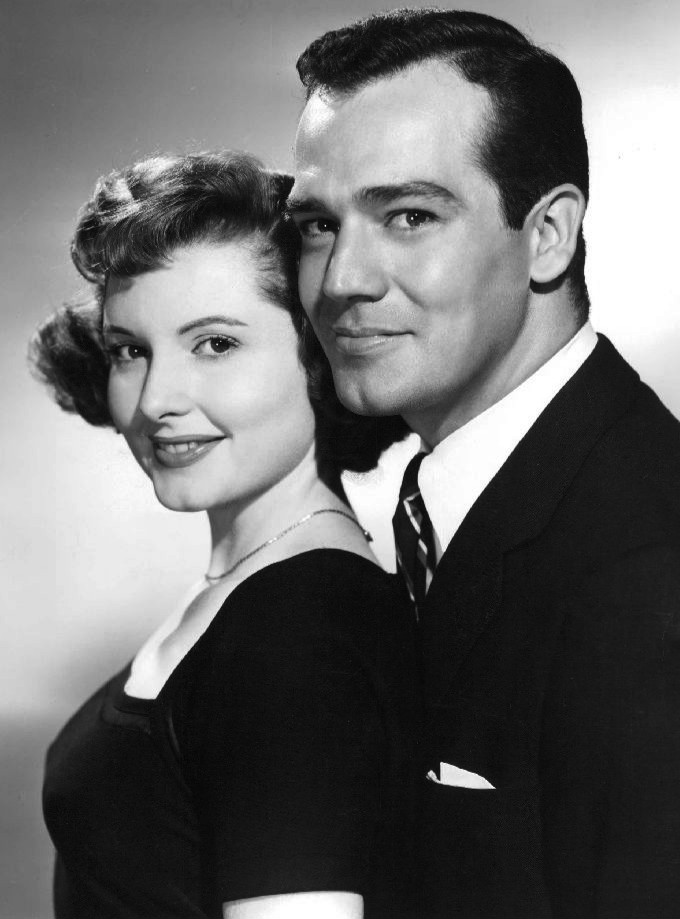
Val Dufour won in 1977 voor zijn rol van John Wyatt in Search for Tomorrow.

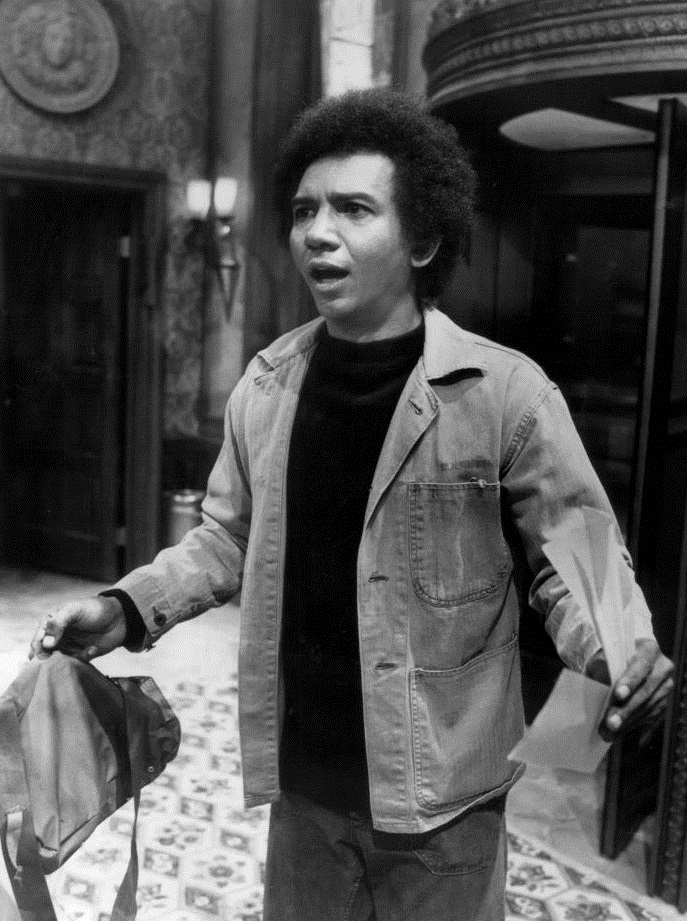
Al Freeman, Jr. won in 1979 voor zijn rol van Ed Hall in One Life to Live.

Douglass Watson won twee keer op rij de Emmy voor zijn rol van Mac Cory in 1980 and 1981 in Another World.

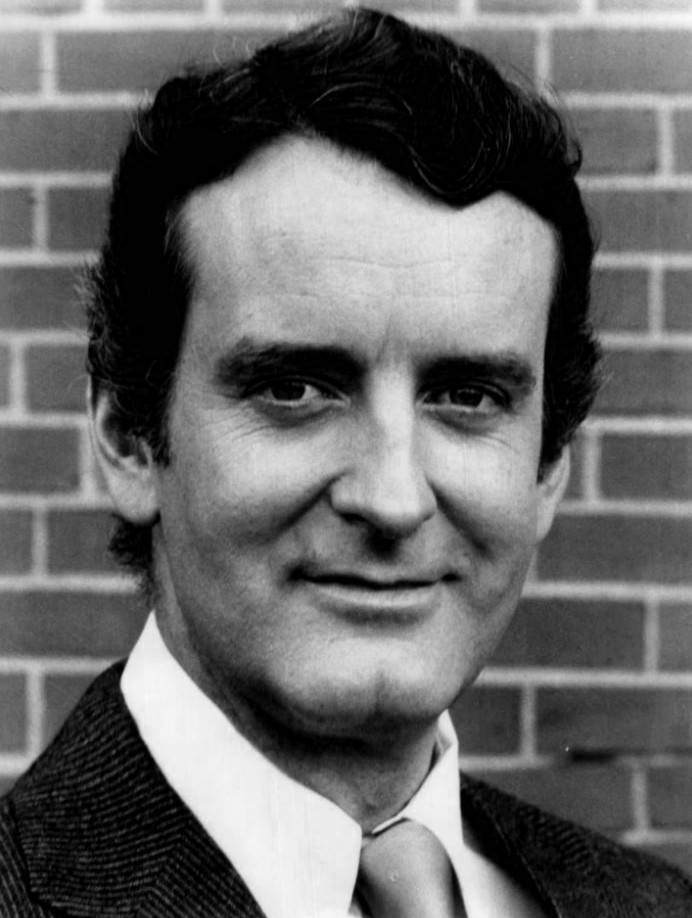
Nicolas Coster werd drie keer genomineerd voor zijn rol vanLionel Lockridge in Santa Barbara.

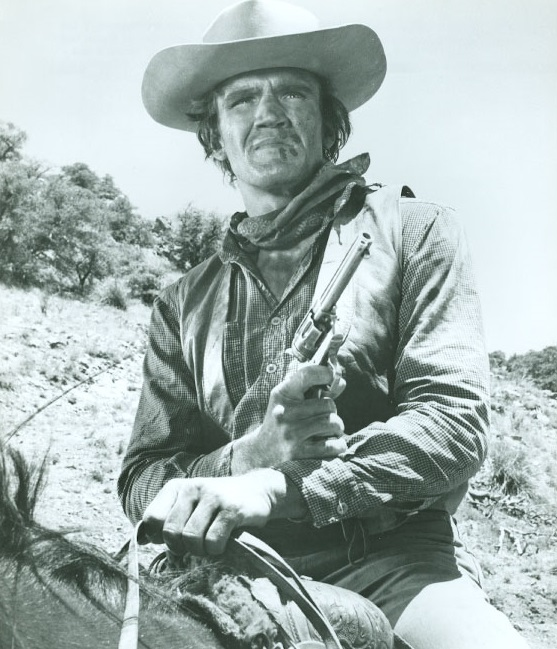
David Canary werd zestien keer genomineerd en won vijf keer voor zijn rol in All My Children.

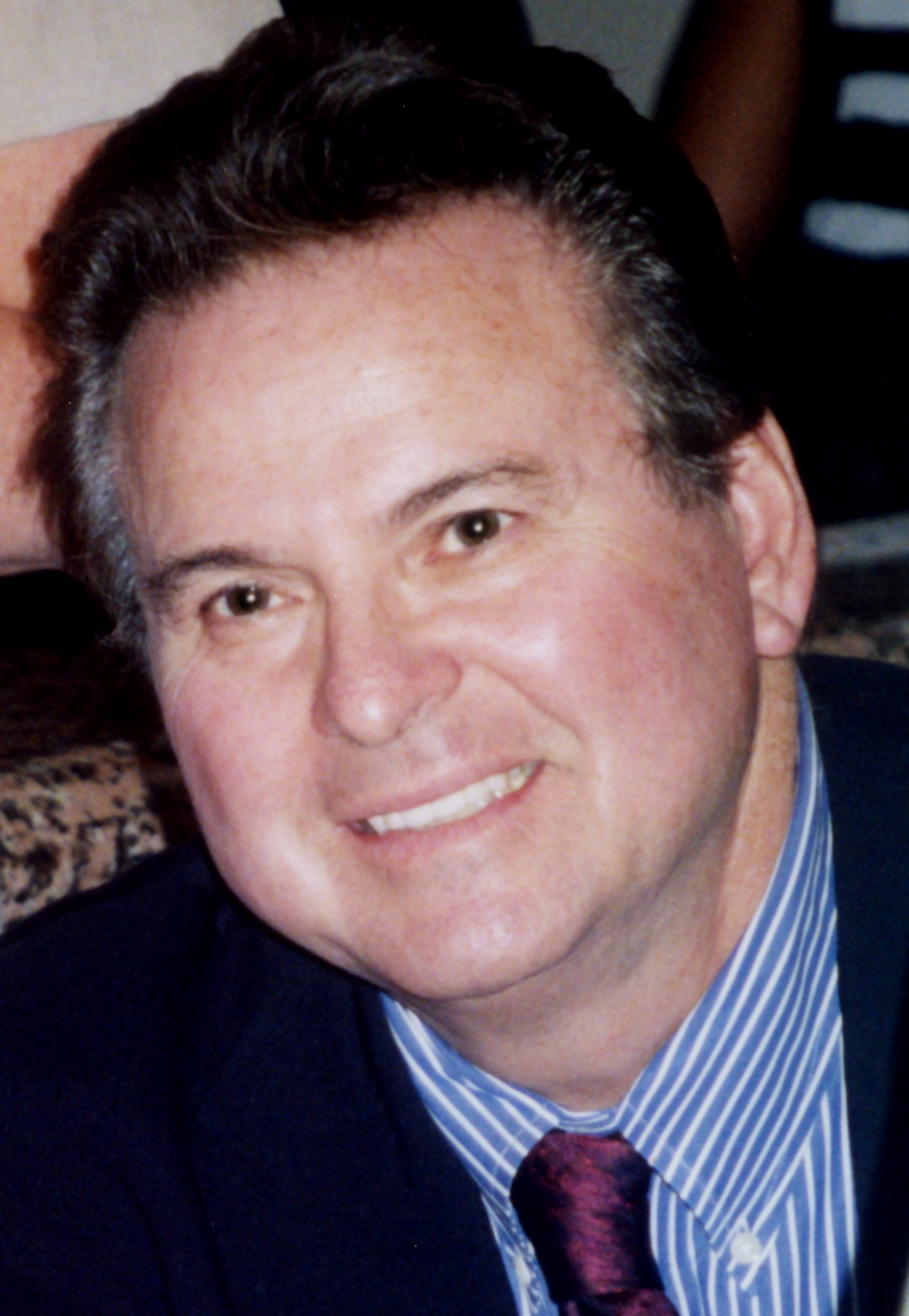
Stuart Damon werd drie keer genomineerd voor zijn rol vanAlan Quartermaine in General Hospital.

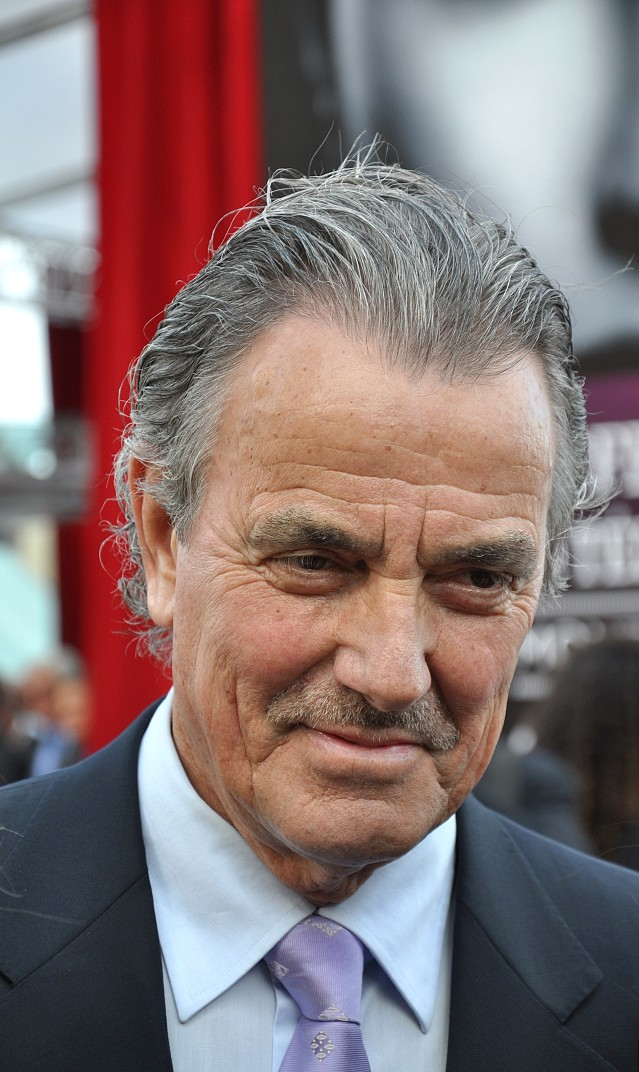
Eric Braeden werd acht keer genomineerd voor zijn rol van Victor Newman n The Young and the Restless en won enkel in 1998.

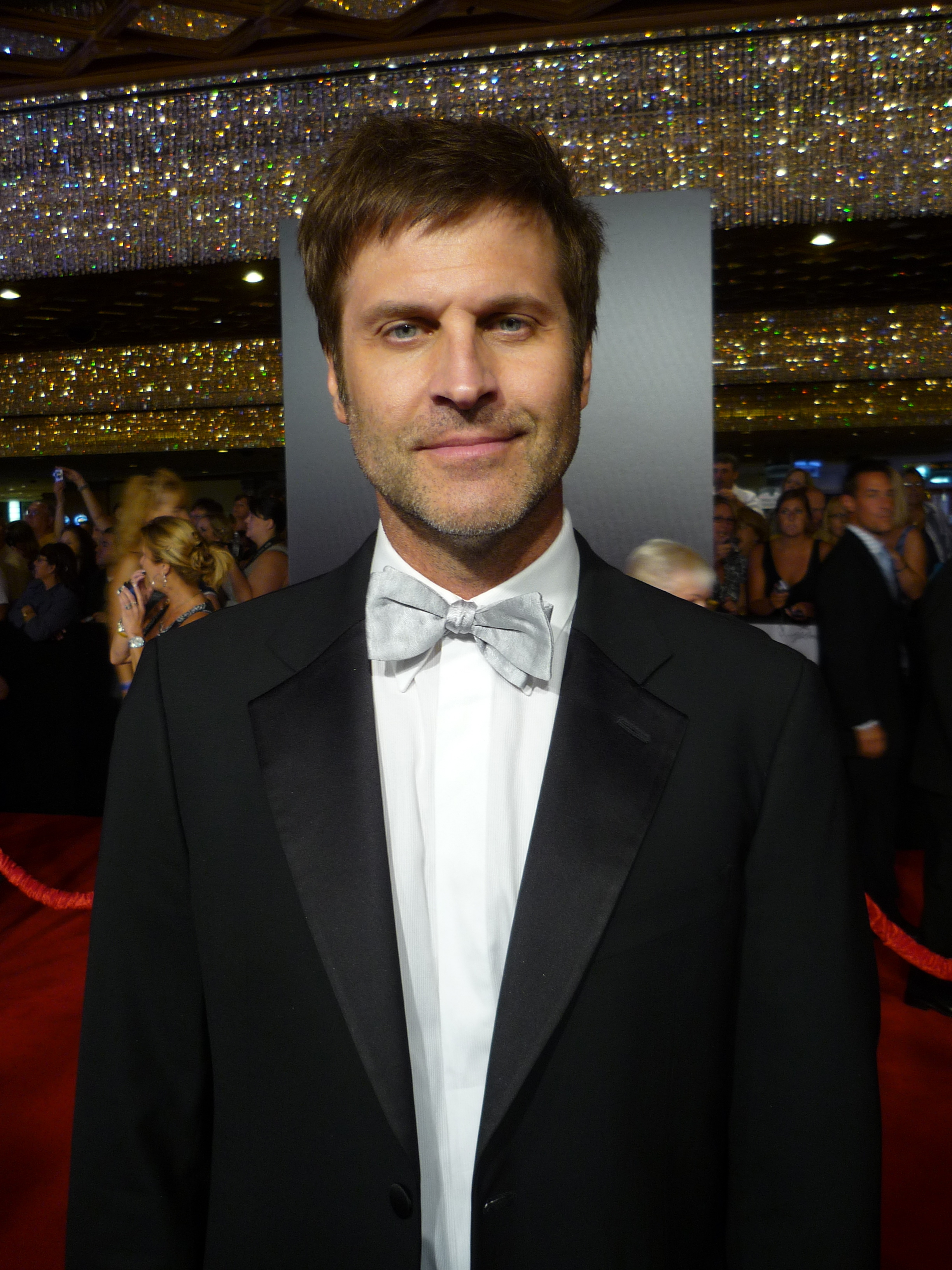
Jon Hensley werd genomineerd in 2001 voor zijn rol van Holden Snyder in As the World Turns.

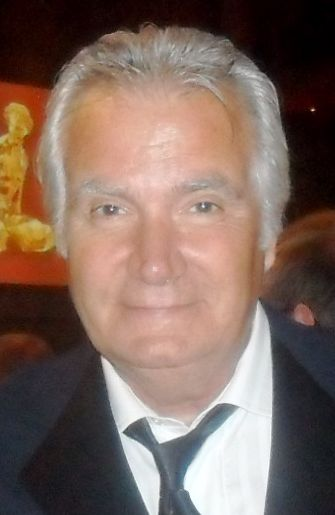
John McCook werd drie keer genomineerd (2001, 2012, 2018) voor zijn rol van Eric Forrester in The Bold and the Beautiful.

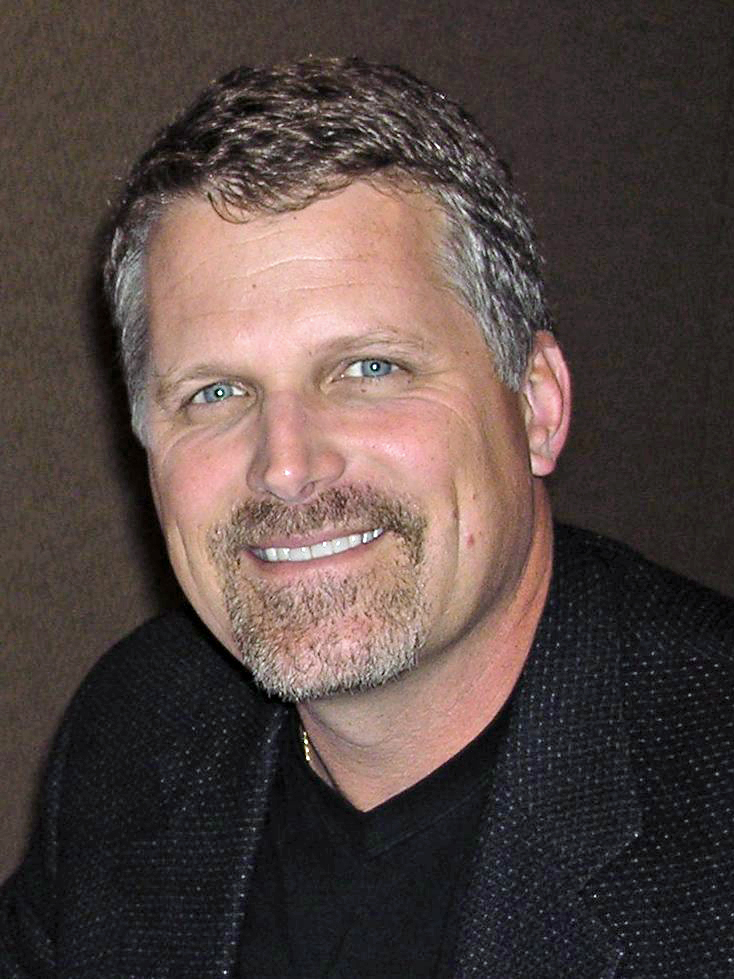
Robert Newman werd twee keer genomineerd voor zijn rol van Joshua Lewis in Guiding Light.

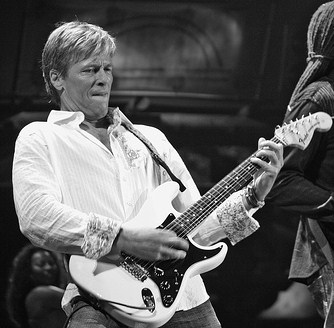
Jack Wagner werd genomineerd in 2005 voor zijn rol van Nick Marone in The Bold and the Beautiful.

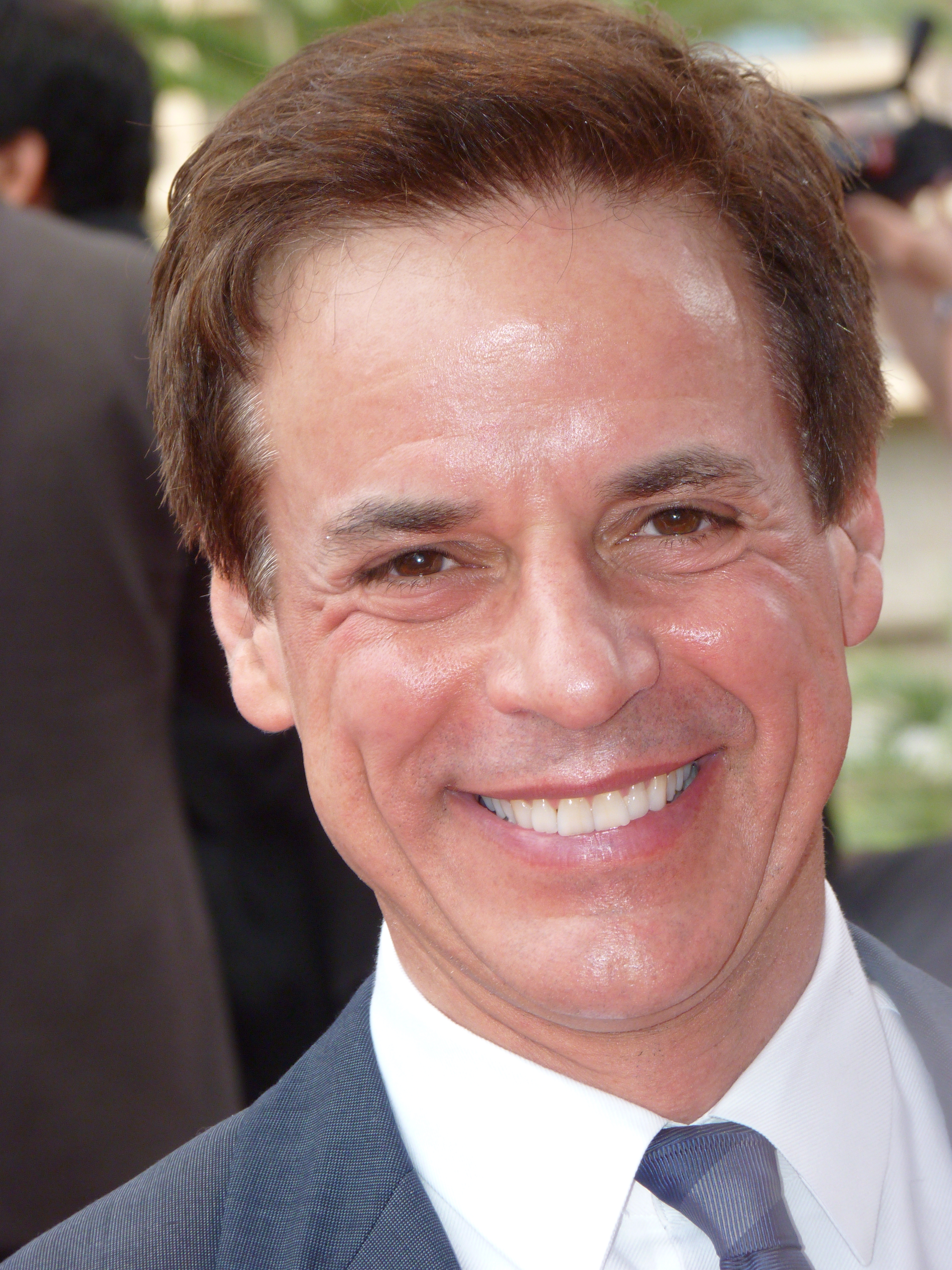
Christian LeBlanc won drie (2005, 2007, en 2009) van zijn zeven nominaties voor zijn rol van Michael Baldwin in The Young and the Restless.

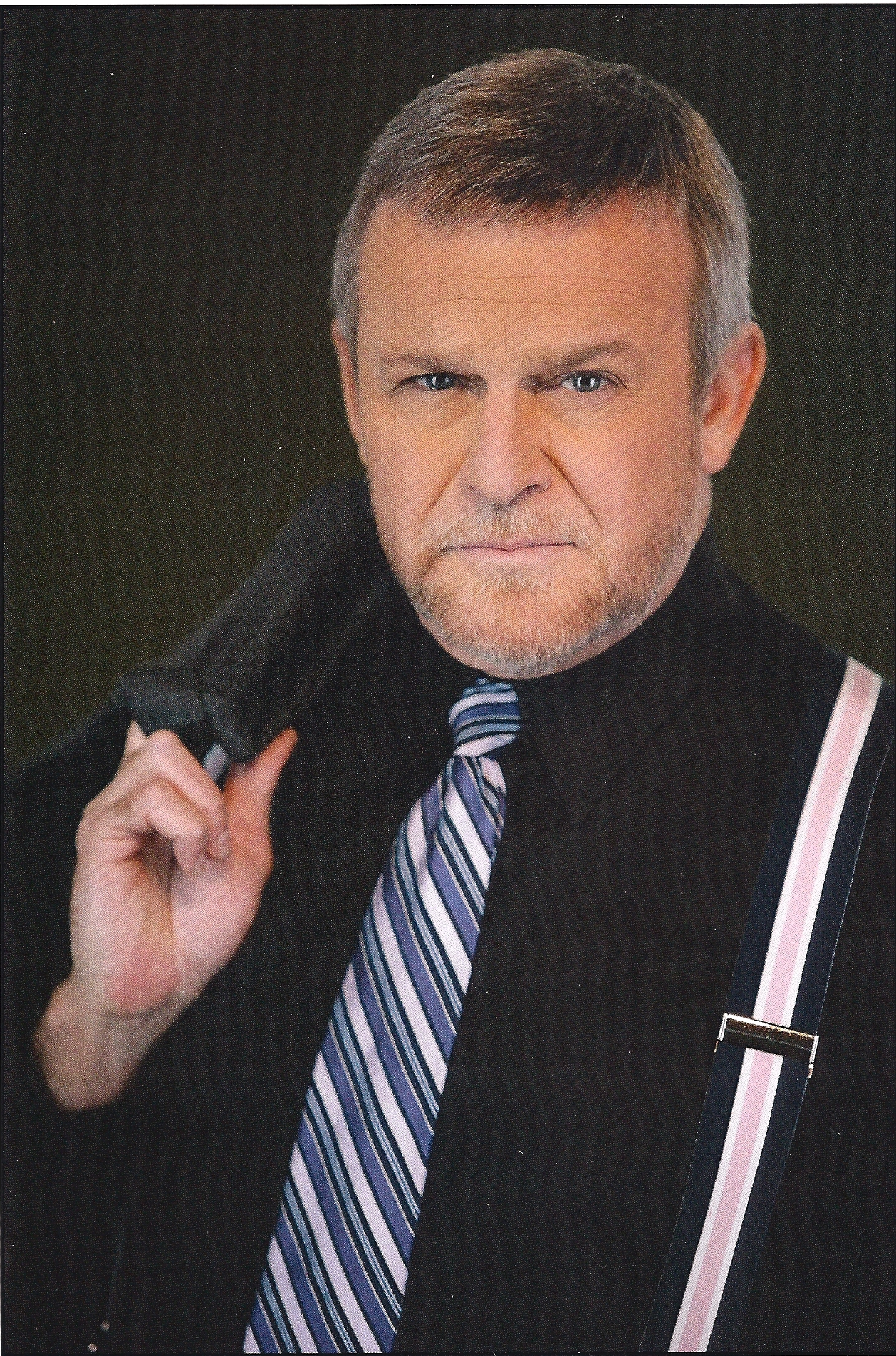
Ron Raines werd genomineerd in 2006 voor zijn rol van Alan Spaulding in Guiding Light.

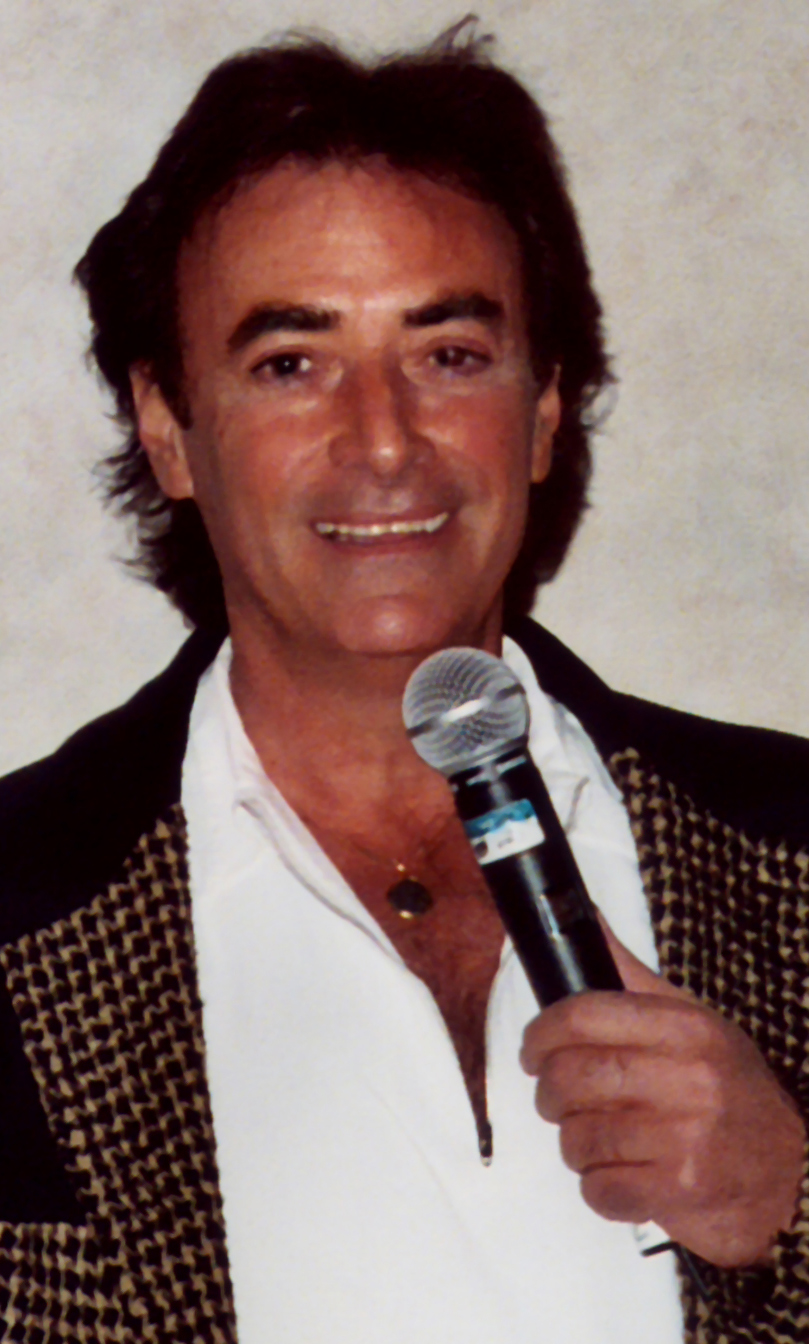
Thaao Penghlis werd twee keer genomineerd (2008 en 2020) voor zijn werk in Days of Our Lives.

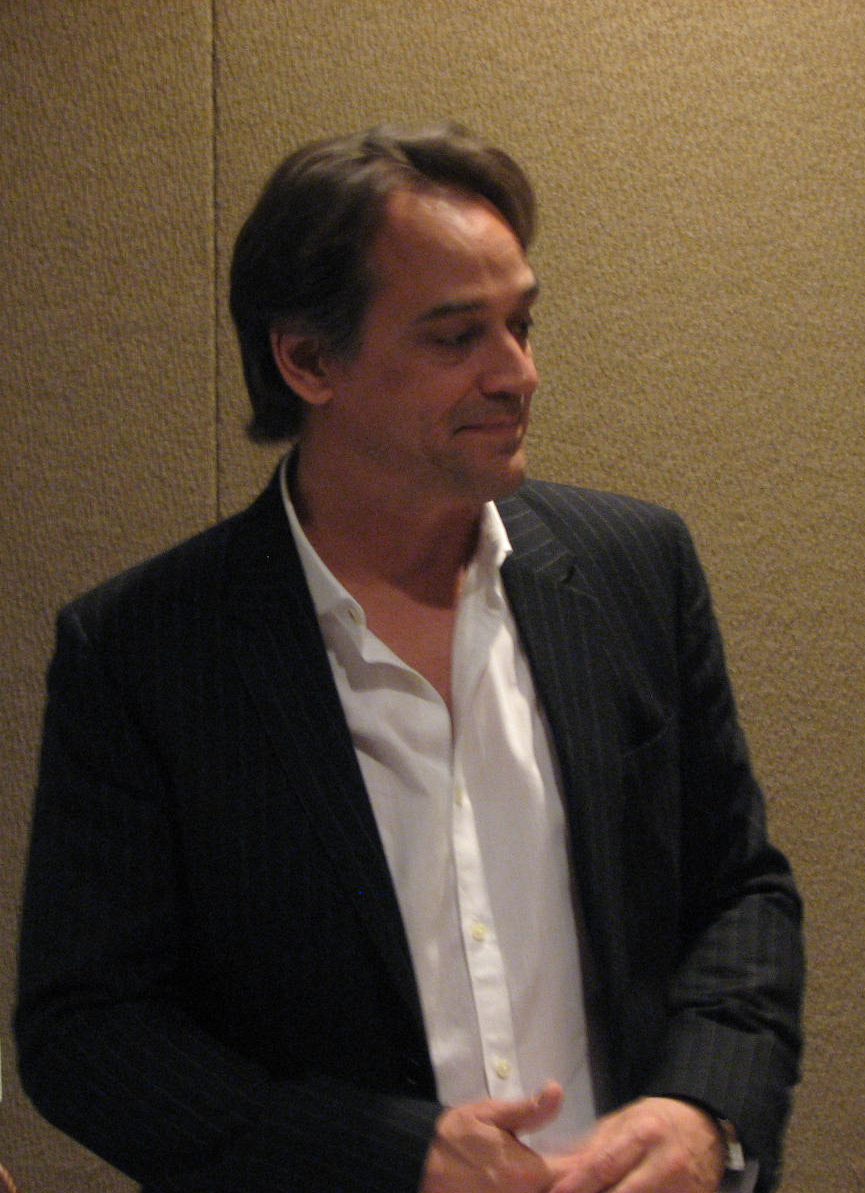
Jon Lindstrom werd genomineerd voor zijn rol van Craig Montgomery in As the World Turns (2011) en twee keer voor het spelen van meerdere rollen in General Hospital, in 2019 en 2020.

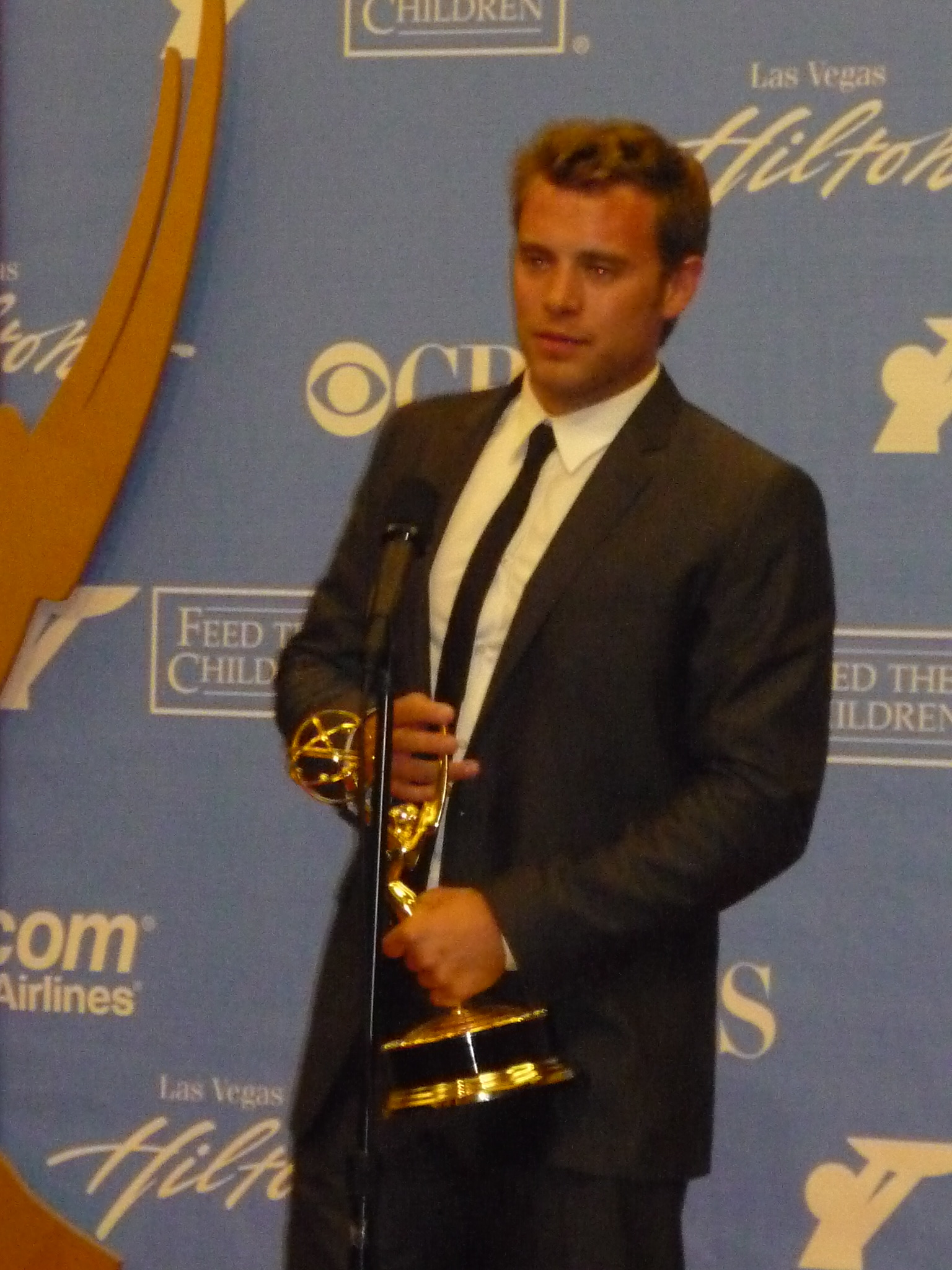
Billy Miller won in 2014 voor zijn rol van Billy Abbott in The Young and the Restless.

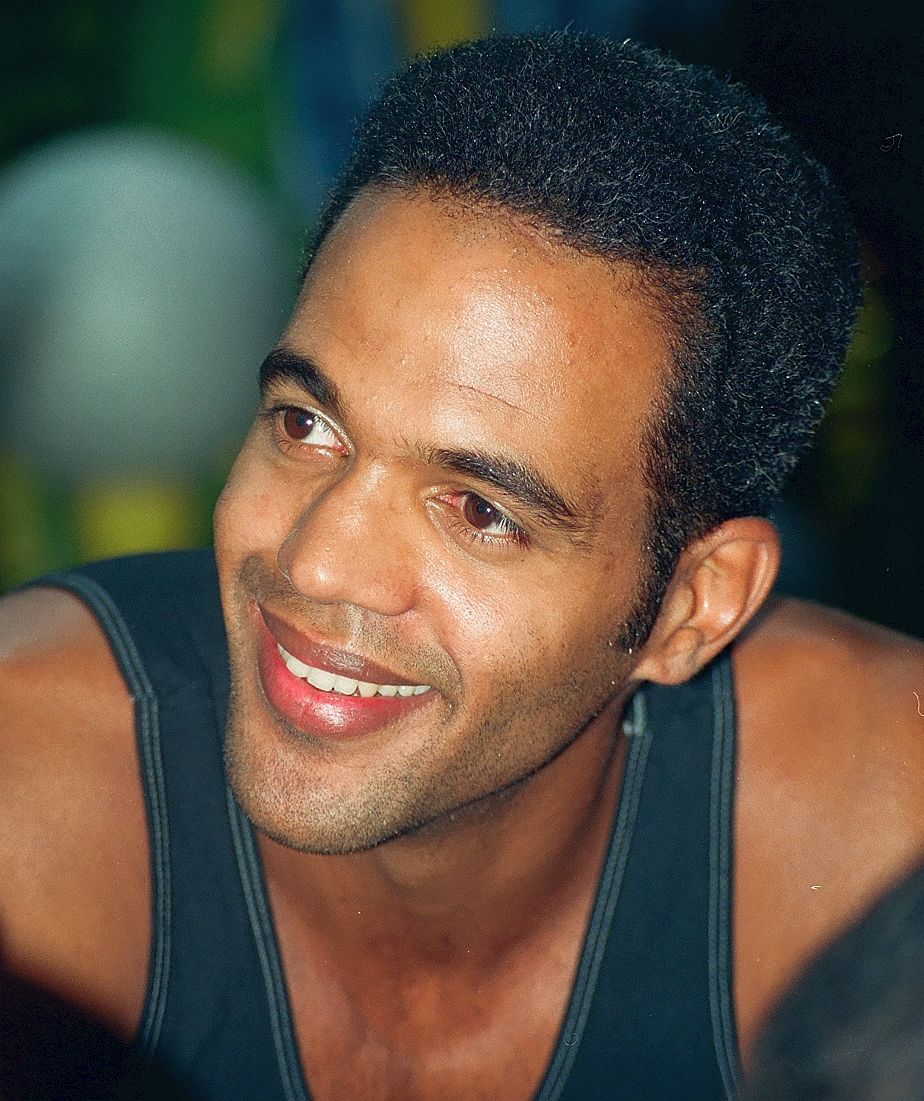
Kristoff St. John werd twee opeenvolgende keren genomineerd (2016 en 2017) voor zijn rol van Neil Winters in The Young and the Restless.

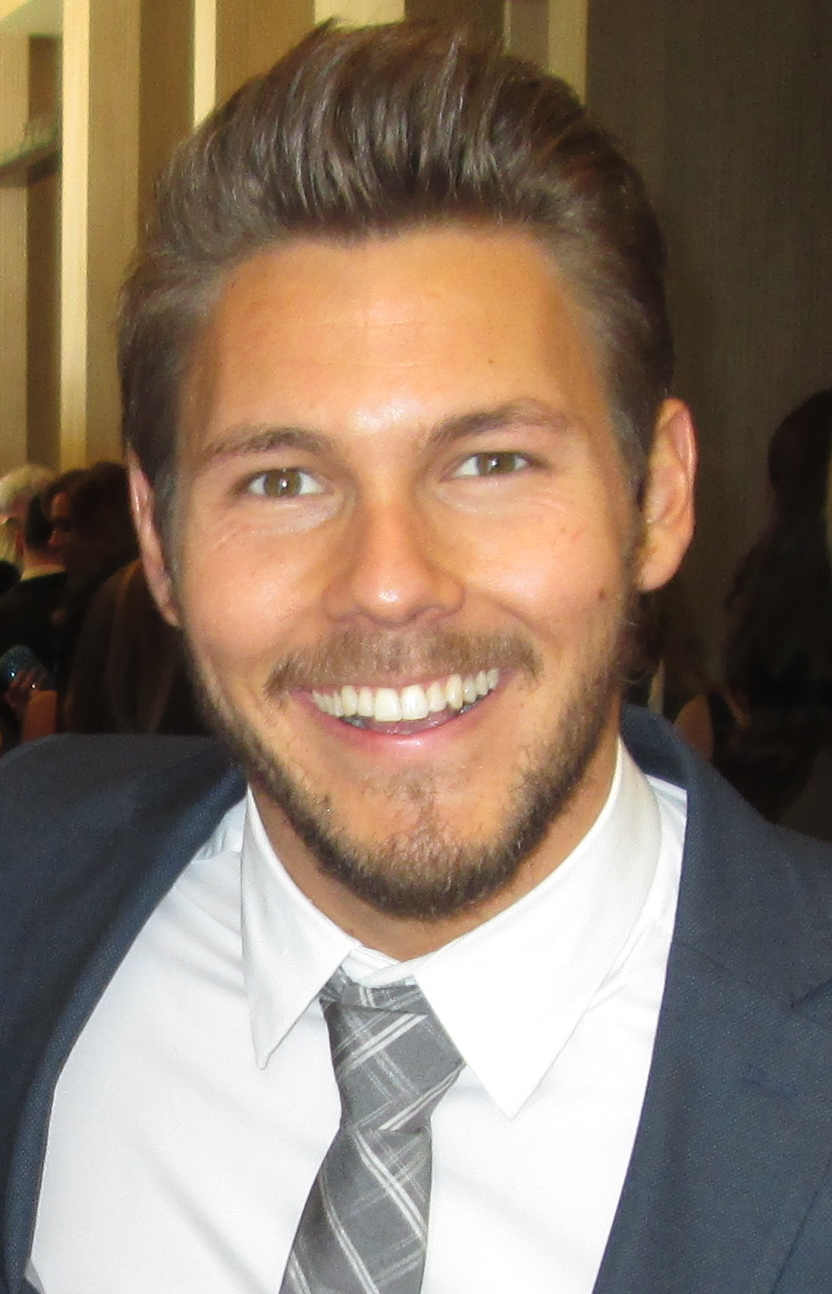
Scott Clifton won in 2017 voor zijn rol van Liam Spencer in The Bold and the Beautiful.

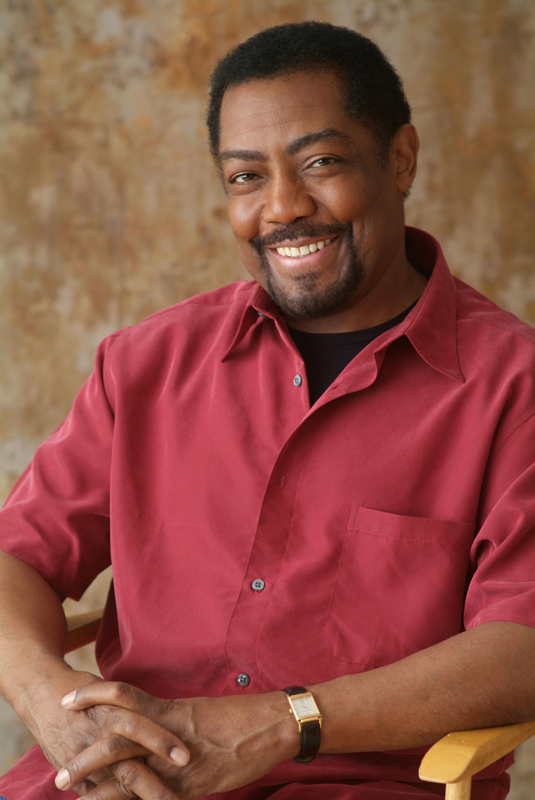
James Reynolds won in 2018 voor zijn rol in Days of Our Lives.

| Jaar              | Acteur                     | Programma                          | Rol                                | Zender |
| ----------------- | -------------------------- | ---------------------------------- | ---------------------------------- | ------ |
| Jaren 1970        |                            |                                    |                                    |        |
| 1974 (1ste)       | Macdonald Carey            | Days of Our Lives                  | Tom Horton                         | NBC    |
| 1974 (1ste)       | John Beradino              | General Hospital                   | Steve Hardy                        | ABC    |
| 1974 (1ste)       | Peter Hansen               | General Hospital                   | Lee Baldwin                        | ABC    |
| 1975 (2de)        | Macdonald Carey            | Days of Our Lives                  | Tom Horton                         | NBC    |
| 1975 (2de)        | John Beradino              | General Hospital                   | Steve Hardy                        | ABC    |
| 1975 (2de)        | Bill Hayes                 | Days of Our Lives                  | Doug Williams                      | NBC    |
| 1976 (3e)         | Larry Haines               | Search for Tomorrow                | Stu Bergman                        | CBS    |
| 1976 (3e)         | John Beradino              | General Hospital                   | Steve Hardy                        | ABC    |
| 1976 (3e)         | Macdonald Carey            | Days of Our Lives                  | Tom Horton                         | NBC    |
| 1976 (3e)         | Bill Hayes                 | Days of Our Lives                  | Doug Williams                      | NBC    |
| 1976 (3e)         | Michael Nouri              | Search for Tomorrow                | Steve Kaslo                        | CBS    |
| 1976 (3e)         | Shepperd Strudwick         | One Life to Live                   | Victor Lord                        | ABC    |
| 1977 (4e)         | Val Dufour                 | Search for Tomorrow                | John Wyatt                         | CBS    |
| 1977 (4e)         | Farley Granger             | One Life to Live                   | Will Vernon                        | ABC    |
| 1977 (4e)         | Larry Haines               | Search for Tomorrow                | Stu Bergman                        | CBS    |
| 1977 (4e)         | Larry Keith                | All My Children                    | Nick Davis                         | ABC    |
| 1977 (4e)         | James Pritchett            | The Doctors                        | Matt Powers                        | NBC    |
| 1978 (5e)         | James Pritchett            | The Doctors                        | Matt Powers                        | NBC    |
| 1978 (5e)         | Matthew Cowles             | All My Children                    | Billy Clyde Tuggle                 | ABC    |
| 1978 (5e)         | Larry Keith                | All My Children                    | Nick Davis                         | ABC    |
| 1978 (5e)         | Michael Levin              | Ryan's Hope                        | Jack Fenelli                       | ABC    |
| 1978 (5e)         | Andrew Robinson            | Ryan's Hope                        | Frank Ryan                         | ABC    |
| 1978 (5e)         | Michael Storm              | One Life to Live                   | Larry Wolek                        | ABC    |
| 1979 (6e)         | Al Freeman Jr.             | One Life to Live                   | Ed Hall                            | ABC    |
| 1979 (6e)         | Jed Allan                  | Days of Our Lives                  | Don Craig                          | NBC    |
| 1979 (6e)         | Nicholas Benedict          | All My Children                    | Phil Brent                         | ABC    |
| 1979 (6e)         | John Clarke                | Days of Our Lives                  | Mickey Horton                      | NBC    |
| 1979 (6e)         | Joel Crothers              | The Edge of Night                  | Miles Cavanaugh                    | ABC    |
| 1979 (6e)         | Michael Levin              | Ryan's Hope                        | Jack Fenelli                       | ABC    |
| Jaren 1980        |                            |                                    |                                    |        |
| 1980 (7e)         | Douglass Watson            | Another World                      | Mac Cory                           | NBC    |
| 1980 (7e)         | John Gabriel               | Ryan's Hope                        | Seneca Beaulac                     | ABC    |
| 1980 (7e)         | Michael Levin              | Ryan's Hope                        | Jack Fenelli                       | ABC    |
| 1980 (7e)         | Franc Luz                  | The Doctors                        | John Bennett                       | NBC    |
| 1980 (7e)         | James Mitchell             | All My Children                    | Palmer Cortlandt                   | ABC    |
| 1980 (7e)         | William Mooney             | All My Children                    | Paul Martin                        | ABC    |
| 1981 (8e)         | Douglass Watson            | Another World                      | Mac Cory                           | NBC    |
| 1981 (8e)         | Larry Bryggman             | As the World Turns                 | John Dixon                         | CBS    |
| 1981 (8e)         | Henderson Forsythe         | As the World Turns                 | David Stewart                      | CBS    |
| 1981 (8e)         | Anthony Geary              | General Hospital                   | Luke Spencer                       | ABC    |
| 1981 (8e)         | James Mitchell             | All My Children                    | Palmer Cortlandt                   | ABC    |
| 1982 (9e)         | Anthony Geary              | General Hospital                   | Luke Spencer                       | ABC    |
| 1982 (9e)         | Larry Bryggman             | As the World Turns                 | John Dixon                         | CBS    |
| 1982 (9e)         | Stuart Damon               | General Hospital                   | Alan Quartermaine                  | ABC    |
| 1982 (9e)         | James Mitchell             | All My Children                    | Palmer Cortlandt                   | ABC    |
| 1982 (9e)         | Richard Shoberg            | All My Children                    | Tom Cudahy                         | ABC    |
| 1983 (10e)        | Robert S. Woods            | One Life to Live                   | Bo Buchanan                        | ABC    |
| 1983 (10e)        | Peter Bergman              | All My Children                    | Cliff Warner                       | ABC    |
| 1983 (10e)        | Stuart Damon               | General Hospital                   | Alan Quartermaine                  | ABC    |
| 1983 (10e)        | Anthony Geary              | General Hospital                   | Luke Spencer                       | ABC    |
| 1983 (10e)        | James Mitchell             | All My Children                    | Palmer Cortlandt                   | ABC    |
| 1984 (11e)        | Larry Bryggman             | As the World Turns                 | John Dixon                         | CBS    |
| 1984 (11e)        | Joel Crothers              | The Edge of Night                  | Miles Cavanaugh                    | ABC    |
| 1984 (11e)        | Stuart Damon               | General Hospital                   | Alan Quartermaine                  | ABC    |
| 1984 (11e)        | Terry Lester               | The Young and the Restless         | Jack Abbott                        | CBS    |
| 1984 (11e)        | Larkin Malloy              | The Edge of Night                  | Schuyler Whitney                   | ABC    |
| 1984 (11e)        | James Mitchell             | All My Children                    | Palmer Cortlandt                   | ABC    |
| 1985 (12e)        | Darnell Williams           | All My Children                    | Jesse Hubbard                      | ABC    |
| 1985 (12e)        | Larry Bryggman             | As the World Turns                 | John Dixon                         | CBS    |
| 1985 (12e)        | David Canary               | All My Children                    | Adam Chandler/Stuart Chandler      | ABC    |
| 1985 (12e)        | Terry Lester               | The Young and the Restless         | Jack Abbott                        | CBS    |
| 1985 (12e)        | James Mitchell             | All My Children                    | Palmer Cortlandt                   | ABC    |
| 1986 (13e)        | David Canary               | All My Children                    | Adam Chandler/Stuart Chandler      | ABC    |
| 1986 (13e)        | Scott Bryce                | As the World Turns                 | Craig Montgomery                   | CBS    |
| 1986 (13e)        | Larry Bryggman             | As the World Turns                 | John Dixon                         | CBS    |
| 1986 (13e)        | Nicolas Coster             | Santa Barbara                      | Lionel Lockridge                   | NBC    |
| 1986 (13e)        | Terry Lester               | The Young and the Restless         | Jack Abbott                        | CBS    |
| 1986 (13e)        | Robert S. Woods            | One Life to Live                   | Bo Buchanan                        | ABC    |
| 1987 (14e)        | Larry Bryggman             | As the World Turns                 | John Dixon                         | CBS    |
| 1987 (14e)        | Eric Braeden               | The Young and the Restless         | Victor Newman                      | CBS    |
| 1987 (14e)        | Scott Bryce                | As the World Turns                 | Craig Montgomery                   | CBS    |
| 1987 (14e)        | Terry Lester               | The Young and the Restless         | Jack Abbott                        | CBS    |
| 1987 (14e)        | A Martinez                 | Santa Barbara                      | Cruz Castillo                      | NBC    |
| 1988 (15e)        | David Canary               | All My Children                    | Adam Chandler/Stuart Chandler      | ABC    |
| 1988 (15e)        | Larry Bryggman             | As the World Turns                 | John Dixon                         | CBS    |
| 1988 (15e)        | Robert Gentry              | All My Children                    | Ross Chandler                      | ABC    |
| 1988 (15e)        | A Martinez                 | Santa Barbara                      | Cruz Castillo                      | NBC    |
| 1988 (15e)        | Stephen Nichols            | Days of Our Lives                  | Steve "Patch" Johnson              | NBC    |
| 1989 (16e)        | David Canary               | All My Children                    | Adam Chandler/Stuart Chandler      | ABC    |
| 1989 (16e)        | Larry Bryggman             | As the World Turns                 | John Dixon                         | CBS    |
| 1989 (16e)        | A Martinez                 | Santa Barbara                      | Cruz Castillo                      | NBC    |
| 1989 (16e)        | James Mitchell             | All My Children                    | Palmer Cortlandt                   | ABC    |
| 1989 (16e)        | Douglass Watson            | Another World                      | Mac Cory                           | NBC    |
| Jaren 1990        |                            |                                    |                                    |        |
| 1990 (17e)        | A Martinez                 | Santa Barbara                      | Cruz Castillo                      | NBC    |
| 1990 (17e)        | Peter Bergman              | The Young and the Restless         | Jack Abbott                        | CBS    |
| 1990 (17e)        | Eric Braeden               | The Young and the Restless         | Victor Newman                      | CBS    |
| 1990 (17e)        | David Canary               | All My Children                    | Adam Chandler/Stuart Chandler      | ABC    |
| 1990 (17e)        | Stephen Schnetzer          | Another World                      | Cass Winthrop                      | NBC    |
| 1991 (18e)        | Peter Bergman              | The Young and the Restless         | Jack Abbott                        | CBS    |
| 1991 (18e)        | David Canary               | All My Children                    | Adam Chandler/Stuart Chandler      | ABC    |
| 1991 (18e)        | Nicolas Coster             | Santa Barbara                      | Lionel Lockridge                   | NBC    |
| 1991 (18e)        | A Martinez                 | Santa Barbara                      | Cruz Castillo                      | NBC    |
| 1991 (18e)        | James Reynolds             | Generations                        | Henry Marshall                     | NBC    |
| 1992 (19e)        | Peter Bergman              | The Young and the Restless         | Jack Abbott                        | CBS    |
| 1992 (19e)        | David Canary               | All My Children                    | Adam Chandler/Stuart Chandler      | ABC    |
| 1992 (19e)        | Nicolas Coster             | Santa Barbara                      | Lionel Lockridge                   | NBC    |
| 1992 (19e)        | A Martinez                 | Santa Barbara                      | Cruz Castillo                      | NBC    |
| 1992 (19e)        | Michael Zaslow             | Guiding Light                      | Roger Thorpe                       | CBS    |
| 1993 (20e)        | David Canary               | All My Children                    | Adam Chandler/Stuart Chandler      | ABC    |
| 1993 (20e)        | Peter Bergman              | The Young and the Restless         | Jack Abbott                        | CBS    |
| 1993 (20e)        | Mark Derwin                | Guiding Light                      | A.C. Mallet                        | CBS    |
| 1993 (20e)        | A Martinez                 | Santa Barbara                      | Cruz Castillo                      | NBC    |
| 1993 (20e)        | Robert S. Woods            | One Life to Live                   | Bo Buchanan                        | ABC    |
| 1993 (20e)        | Michael Zaslow             | Guiding Light                      | Roger Thorpe                       | CBS    |
| 1994 (21e)        | Michael Zaslow             | Guiding Light                      | Roger Thorpe                       | CBS    |
| 1994 (21e)        | Peter Bergman              | The Young and the Restless         | Jack Abbott                        | CBS    |
| 1994 (21e)        | Charles Keating            | Another World                      | Carl Hutchins                      | NBC    |
| 1994 (21e)        | Peter Simon                | Guiding Light                      | Ed Bauer                           | CBS    |
| 1994 (21e)        | Robert S. Woods            | One Life to Live                   | Bo Buchanan                        | ABC    |
| 1995 (22e)        | Justin Deas                | Guiding Light                      | Buzz Cooper                        | CBS    |
| 1995 (22e)        | Peter Bergman              | The Young and the Restless         | Jack Abbott                        | CBS    |
| 1995 (22e)        | David Canary               | All My Children                    | Adam Chandler/Stuart Chandler      | ABC    |
| 1995 (22e)        | Brad Maule                 | General Hospital                   | Tony Jones                         | ABC    |
| 1995 (22e)        | Michael Zaslow             | Guiding Light                      | Roger Thorpe                       | CBS    |
| 1996 (23e)        | Charles Keating            | Another World                      | Carl Hutchins                      | NBC    |
| 1996 (23e)        | Maurice Benard             | General Hospital                   | Sonny Corinthos                    | ABC    |
| 1996 (23e)        | Peter Bergman              | The Young and the Restless         | Jack Abbott                        | CBS    |
| 1996 (23e)        | Eric Braeden               | The Young and the Restless         | Victor Newman                      | CBS    |
| 1996 (23e)        | David Canary               | All My Children                    | Adam Chandler/Stuart Chandler      | ABC    |
| 1997 (24e)        | Justin Deas                | Guiding Light                      | Buzz Cooper                        | CBS    |
| 1997 (24e)        | Peter Bergman              | The Young and the Restless         | Jack Abbott                        | CBS    |
| 1997 (24e)        | Eric Braeden               | The Young and the Restless         | Victor Newman                      | CBS    |
| 1997 (24e)        | David Canary               | All My Children                    | Adam Chandler/Stuart Chandler      | ABC    |
| 1997 (24e)        | Anthony Geary              | General Hospital                   | Luke Spencer                       | ABC    |
| 1998 (25e)        | Eric Braeden               | The Young and the Restless         | Victor Newman                      | CBS    |
| 1998 (25e)        | Peter Bergman              | The Young and the Restless         | Jack Abbott                        | CBS    |
| 1998 (25e)        | David Canary               | All My Children                    | Adam Chandler/Stuart Chandler      | ABC    |
| 1998 (25e)        | Anthony Geary              | General Hospital                   | Luke Spencer                       | ABC    |
| 1998 (25e)        | Kin Shriner                | Port Charles                       | Scott Baldwin                      | ABC    |
| 1999 (26e)        | Anthony Geary              | General Hospital                   | Luke Spencer                       | ABC    |
| 1999 (26e)        | Peter Bergman              | The Young and the Restless         | Jack Abbott                        | CBS    |
| 1999 (26e)        | Eric Braeden               | The Young and the Restless         | Victor Newman                      | CBS    |
| 1999 (26e)        | David Canary               | All My Children                    | Adam Chandler/Stuart Chandler      | ABC    |
| 1999 (26e)        | Robert S. Woods            | One Life to Live                   | Bo Buchanan                        | ABC    |
| Jaren 2000        |                            |                                    |                                    |        |
| 2000 (27e)        | Anthony Geary              | General Hospital                   | Luke Spencer                       | ABC    |
| 2000 (27e)        | Peter Bergman              | The Young and the Restless         | Jack Abbott                        | CBS    |
| 2000 (27e)        | Eric Braeden               | The Young and the Restless         | Victor Newman                      | CBS    |
| 2000 (27e)        | David Canary               | All My Children                    | Adam Chandler/Stuart Chandler      | ABC    |
| 2000 (27e)        | Robert S. Woods            | One Life to Live                   | Bo Buchanan                        | ABC    |
| 2001 (28e)        | David Canary               | All My Children                    | Adam Chandler/Stuart Chandler      | ABC    |
| 2001 (28e)        | Peter Bergman              | The Young and the Restless         | Jack Abbott                        | CBS    |
| 2001 (28e)        | Tom Eplin                  | As the World Turns                 | Jake McKinnon                      | CBS    |
| 2001 (28e)        | Jon Hensley                | As the World Turns                 | Holden Snyder                      | CBS    |
| 2001 (28e)        | John McCook                | The Bold and the Beautiful         | Eric Forrester                     | CBS    |
| 2002 (29e)        | Peter Bergman              | The Young and the Restless         | Jack Abbott                        | CBS    |
| 2002 (29e)        | Hunt Block                 | As the World Turns                 | Craig Montgomery                   | CBS    |
| 2002 (29e)        | Vincent Irizarry           | All My Children                    | David Hayward                      | ABC    |
| 2002 (29e)        | Robert Newman              | Guiding Light                      | Josh Lewis                         | CBS    |
| 2002 (29e)        | Jack Scalia                | All My Children                    | Chris Stamp                        | ABC    |
| 2003 (30e)        | Maurice Benard             | General Hospital                   | Sonny Corinthos                    | ABC    |
| 2003 (30e)        | Grant Aleksander           | Guiding Light                      | Phillip Spaulding                  | CBS    |
| 2003 (30e)        | Doug Davidson              | The Young and the Restless         | Paul Williams                      | CBS    |
| 2003 (30e)        | Anthony Geary              | General Hospital                   | Luke Spencer                       | ABC    |
| 2003 (30e)        | Ricky Paull Goldin         | Guiding Light                      | Gus Aitoro                         | CBS    |
| 2003 (30e)        | Thorsten Kaye              | Port Charles                       | Ian Thornhart                      | ABC    |
| 2004 (31e)        | Anthony Geary              | General Hospital                   | Luke Spencer                       | ABC    |
| 2004 (31e)        | Grant Aleksander           | Guiding Light                      | Phillip Spaulding                  | CBS    |
| 2004 (31e)        | Maurice Benard             | General Hospital                   | Sonny Corinthos                    | ABC    |
| 2004 (31e)        | Eric Braeden               | The Young and the Restless         | Victor Newman                      | CBS    |
| 2004 (31e)        | Roger Howarth              | As the World Turns                 | Paul Ryan                          | CBS    |
| 2004 (31e)        | Thorsten Kaye              | Port Charles                       | Ian Thornhart                      | ABC    |
| 2005 (32e)        | Christian LeBlanc          | The Young and the Restless         | Michael Baldwin                    | CBS    |
| 2005 (32e)        | Grant Aleksander           | Guiding Light                      | Phillip Spaulding                  | CBS    |
| 2005 (32e)        | Steve Burton               | General Hospital                   | Jason Morgan                       | ABC    |
| 2005 (32e)        | Roger Howarth              | As the World Turns                 | Paul Ryan                          | CBS    |
| 2005 (32e)        | Michael E. Knight          | All My Children                    | Tad Martin                         | ABC    |
| 2005 (32e)        | Jack Wagner                | The Bold and the Beautiful         | Nick Marone                        | CBS    |
| 2006 (33e)        | Anthony Geary              | General Hospital                   | Luke Spencer                       | ABC    |
| 2006 (33e)        | Maurice Benard             | General Hospital                   | Sonny Corinthos                    | ABC    |
| 2006 (33e)        | Thorsten Kaye              | All My Children                    | Zach Slater                        | ABC    |
| 2006 (33e)        | Robert Newman              | Guiding Light                      | Josh Lewis                         | CBS    |
| 2006 (33e)        | Ron Raines                 | Guiding Light                      | Alan Spaulding                     | CBS    |
| 2007 (34e)        | Christian LeBlanc          | The Young and the Restless         | Michael Baldwin                    | CBS    |
| 2007 (34e)        | Peter Bergman              | The Young and the Restless         | Jack Abbott                        | CBS    |
| 2007 (34e)        | Anthony Geary              | General Hospital                   | Luke Spencer                       | ABC    |
| 2007 (34e)        | Ricky Paull Goldin         | Guiding Light                      | Gus Aitoro                         | CBS    |
| 2007 (34e)        | Michael Park               | As the World Turns                 | Jack Snyder                        | CBS    |
| 2008 (35e)        | Anthony Geary              | General Hospital                   | Luke Spencer                       | ABC    |
| 2008 (35e)        | Peter Bergman              | The Young and the Restless         | Jack Abbott                        | CBS    |
| 2008 (35e)        | David Canary               | All My Children                    | Adam Chandler/Stuart Chandler      | ABC    |
| 2008 (35e)        | Christian LeBlanc          | The Young and the Restless         | Michael Baldwin                    | CBS    |
| 2008 (35e)        | Thaao Penghlis             | Days of Our Lives                  | Tony DiMera/Andre DiMera           | NBC    |
| 2009 (36e)        | Christian LeBlanc          | The Young and the Restless         | Michael Baldwin                    | CBS    |
| 2009 (36e)        | Daniel Cosgrove            | Guiding Light                      | Bill Lewis                         | CBS    |
| 2009 (36e)        | Anthony Geary              | General Hospital                   | Luke Spencer                       | ABC    |
| 2009 (36e)        | Thorsten Kaye              | All My Children                    | Zach Slater                        | ABC    |
| 2009 (36e)        | Peter Reckell              | Days of Our Lives                  | Bo Brady                           | NBC    |
| Jaren 2010        |                            |                                    |                                    |        |
| 2010 (37e)        | Michael Park               | As the World Turns                 | Jack Snyder                        | CBS    |
| 2010 (37e)        | Peter Bergman              | The Young and the Restless         | Jack Abbott                        | CBS    |
| 2010 (37e)        | Doug Davidson              | The Young and the Restless         | Paul Williams                      | CBS    |
| 2010 (37e)        | Jon Lindstrom              | As the World Turns                 | Craig Montgomery                   | CBS    |
| 2010 (37e)        | James Scott                | Days of Our Lives                  | EJ DiMera                          | NBC    |
| 2011 (38e)        | Michael Park               | As the World Turns                 | Jack Snyder                        | CBS    |
| 2011 (38e)        | Maurice Benard             | General Hospital                   | Sonny Corinthos                    | ABC    |
| 2011 (38e)        | Ricky Paull Goldin         | All My Children                    | Jake Martin                        | ABC    |
| 2011 (38e)        | Christian LeBlanc          | The Young and the Restless         | Michael Baldwin                    | CBS    |
| 2011 (38e)        | James Scott                | Days of Our Lives                  | EJ DiMera                          | NBC    |
| 2012 (39e)        | Anthony Geary              | General Hospital                   | Luke Spencer                       | ABC    |
| 2012 (39e)        | Maurice Benard             | General Hospital                   | Sonny Corinthos                    | ABC    |
| 2012 (39e)        | John McCook                | The Bold and the Beautiful         | Eric Forrester                     | CBS    |
| 2012 (39e)        | Darnell Williams           | All My Children                    | Jesse Hubbard                      | ABC    |
| 2012 (39e)        | Robert S. Woods            | One Life to Live                   | Bo Buchanan                        | ABC    |
| 2013 (40e)        | Doug Davidson              | The Young and the Restless         | Paul Williams                      | CBS    |
| 2013 (40e)        | Peter Bergman              | The Young and the Restless         | Jack Abbott                        | CBS    |
| 2013 (40e)        | Michael Muhney             | The Young and the Restless         | Adam Newman                        | CBS    |
| 2013 (40e)        | Jason Thompson             | General Hospital                   | Dr. Patrick Drake                  | ABC    |
| 2014 (41e)        | Billy Miller               | The Young and the Restless         | Billy Abbott                       | CBS    |
| 2014 (41e)        | Peter Bergman              | The Young and the Restless         | Jack Abbott                        | CBS    |
| 2014 (41e)        | Doug Davidson              | The Young and the Restless         | Paul Williams                      | CBS    |
| 2014 (41e)        | Christian LeBlanc          | The Young and the Restless         | Michael Baldwin                    | CBS    |
| 2014 (41e)        | Jason Thompson             | General Hospital                   | Dr. Patrick Drake                  | ABC    |
| 2015 (42e)        | Anthony Geary              | General Hospital                   | Luke Spencer                       | ABC    |
| 2015 (42e)        | Christian LeBlanc          | The Young and the Restless         | Michael Baldwin                    | CBS    |
| 2015 (42e)        | Billy Miller               | The Young and the Restless         | Billy Abbott                       | CBS    |
| 2015 (42e)        | Jason Thompson             | General Hospital                   | Dr. Patrick Drake                  | ABC    |
| 2016 (43e)        | Tyler Christopher          | General Hospital                   | Nikolas Cassadine                  | ABC    |
| 2016 (43e)        | Anthony Geary              | General Hospital                   | Luke Spencer/Tim Spencer           | ABC    |
| 2016 (43e)        | Justin Hartley             | The Young and the Restless         | Adam Newman                        | CBS    |
| 2016 (43e)        | Christian LeBlanc          | The Young and the Restless         | Michael Baldwin                    | CBS    |
| 2016 (43e)        | Kristoff St. John          | The Young and the Restless         | Neil Winters                       | CBS    |
| 2017 (44e)        | Scott Clifton              | The Bold and the Beautiful         | Liam Spencer                       | CBS    |
| 2017 (44e)        | Peter Bergman              | The Young and the Restless         | Jack Abbott                        | CBS    |
| 2017 (44e)        | Billy Flynn                | Days of Our Lives                  | Chad DiMera                        | NBC    |
| 2017 (44e)        | Vincent Irizarry           | Days of Our Lives                  | Deimos Kiriakis                    | NBC    |
| 2017 (44e)        | Kristoff St. John          | The Young and the Restless         | Neil Winters                       | CBS    |
| 2018 (45e)        |                            |                                    |                                    |        |
| James Reynolds    | Days of Our Lives          | Abe Carver                         | NBC                                |        |
| Peter Bergman     | The Young and the Restless | Jack Abbott                        | CBS                                |        |
| Michael Easton    | General Hospital           | Dr. Hamilton Finn                  | ABC                                |        |
| John McCook       | The Bold and the Beautiful | Eric Forrester                     | CBS                                |        |
| Billy Miller      | General Hospital           | Jason Morgan/Andrew Cain           | ABC                                |        |
| 2019 (46e)        |                            |                                    |                                    |        |
| Maurice Benard    | General Hospital           | Sonny Corinthos                    | ABC                                |        |
| Peter Bergman     | The Young and the Restless | Jack Abbott                        | CBS                                |        |
| Tyler Christopher | Days of Our Lives          | Stefan DiMera                      | NBC                                |        |
| Billy Flynn       | Days of Our Lives          | Chad DiMera                        | NBC                                |        |
| Jon Lindstrom     | General Hospital           | Dr. Kevin Collins/Ryan Chamberlain | ABC                                |        |
| Jaren 2020        |                            |                                    |                                    |        |
| 2020 (47e)        | Jason Thompson             | The Young and the Restless         | Billy Abbott                       | CBS    |
| 2020 (47e)        | Steve Burton               | General Hospital                   | Jason Morgan                       | ABC    |
| 2020 (47e)        | Thorsten Kaye              | The Bold and the Beautiful         | Ridge Forrester                    | CBS    |
| 2020 (47e)        | Jon Lindstrom              | General Hospital                   | Dr. Kevin Collins/Ryan Chamberlain | ABC    |
| 2020 (47e)        | Thaao Penghlis             | Days of Our Lives                  | Tony DiMera                        | NBC    |